# Ліліана Гафенку
Ліліана Гафенку (12 липня 1975) — румунська академічна веслувальниця.
Олімпійська чемпіонка 1996, 2000, 2004 років у складі вісімки.